# Agrochola polluta
Agrochola polluta là một loài bướm đêm trong họ Noctuidae.